# Tinodes maculicornis
Tinodes maculicornis är en nattsländeart som först beskrevs av Francois Jules Pictet de la Rive 1834.  Tinodes maculicornis ingår i släktet Tinodes och familjen tunnelnattsländor. Inga underarter finns listade i Catalogue of Life.